# Marvel Must-Have
Marvel Must-Have è una collana a fumetti della Marvel Comics, pubblicata da Panini Comics, partita a luglio 2020. I volumi sono stampati a colori e contengono alcune delle storie più importanti dell'universo Marvel.

## Caratteristiche
La collana include diverse ristampe o nuove uscite della serie Marvel Comics con contenuti e inserimenti inediti. Ogni uscita, difatti, contiene una raccolta di immagini e copertine variant, e diverse pagine bonus:
- Dietro le quinte, un insieme di retroscena riguardo alla pubblicazione dei fumetti e ai suoi autori;
- Cronologia, due pagine che delineano le precedenti o successive uscite dello stesso evento narrativo con le date attinenti;
- Per approfondire, una pagina che anticipa le avventure dei personaggi protagonisti del fumetto nelle seguenti uscite;
- Note, una pagina che aggiunge informazioni sulla scrittura della storia a fumetti e sulla linea editoriale.

I volumi includono le storie di personaggi come gli Avengers, Spider-Man, Iron-Man, Captain America e molti altri che vengono scelte solitamente in base ai film del Marvel Cinematic Universe in uscita. Sebbene alcune storie siano collegate tra di loro, la collana si presenta come una serie antologica.

## Volumi
| Nº  | Titolo                                              | Data di pubblicazione | Data di pubblicazione | Albi contenuti |
| --- | --------------------------------------------------- | --------------------- | --------------------- | --- |
| 1   | Civil War                                           | luglio 2020           | ISBN 9788891276261    | Civil War (2006) #1/7 |
| 2   | Avengers divisi                                     | luglio 2020           | ISBN 9788891276247    | Avengers (1963) #500/503, Avengers Finale (2005) #1 |
| 3   | Spider-Man: Spider-Verse                            | luglio 2020           | ISBN 9788891276216    | Amazing Spider-Man (2014) #9/15 |
| 4   | Wolverine: Vecchio Logan                            | luglio 2020           | ISBN 9788891276223    | Wolverine (2003) #66/72, Wolverine: Old Man Logan Giant-Size (2009) #1 |
| 5   | Deadpool uccide l'universo Marvel                   | agosto 2020           | ISBN 9788891278197    | Deadpool Kills the Marvel Universe (2012) #1/4 |
| 6   | L'ascesa di Thanos                                  | settembre 2020        | ISBN 9788891278203    | Thanos Rising (2013) #1/5 |
| 7   | Daredevil: L'uomo senza paura                       | settembre 2020        | ISBN 9788891278258    | Daredevil: The Man Without Fear (1993) #1/5 |
| 8   | Ultimate Comics Spider-Man: Chi è Miles Morales?    | settembre 2020        | ISBN 9788891278265    | Ultimate Comics: Spider-Man (2011) #1/5, Ultimate Fallout (2011) #4 |
| 9   | Ms. Marvel: Fuori dalla norma                       | settembre 2020        | ISBN 9788891278289    | Ms. Marvel (2014) #1/5, All-New Marvel Now! Point One (2014) #1 |
| 10  | La morte di Wolverine                               | settembre 2020        | ISBN 9788891278296    | Death of Wolverine (2014) #1/4 |
| 11  | Planet Hulk                                         | ottobre 2020          | ISBN 9788891279156    | Incredible Hulk (2006) #92/105, Giant-Size Hulk (2006) #1, Amazing Fantasy (2004) #15                                                                                             |
| 12  | Il Guanto dell'Infinito                             | ottobre 2020          | ISBN 9788891279149    | Infinity Gauntlet (1991) #1/6 |
| 13  | Venom: Origine Oscura                               | novembre 2020         | ISBN 9788891279170    | Venom: Dark Origin (2008) #1/5 |
| 14  | X-Men: La Saga di Fenice Nera                       | novembre 2020         | ISBN 9788891279163    | Uncanny X-Men (1963) #129/137 |
| 15  | Fantastici Quattro: Marvel Knights 4                | dicembre 2020         | ISBN 9788891279484    | Marvel Knights: 4 (2004) #1/7 |
| 16  | Iron Man: Extremis                                  | dicembre 2020         | ISBN 9788891279477    | Iron Man (2005) #1/6 |
| 17  | Punisher: Bentornato, Frank                         | gennaio 2021          | ISBN 9788891282286    | Punisher (2000) #1/12 |
| 18  | Spider-Man: Nel Regno Dei Morti                     | gennaio 2021          | ISBN 9788891282279    | Marvel Knights: Spider-Man (2004) #1/12 |
| 19  | X-Men: Genesi Mutante 2.0                           | febbraio 2021         | ISBN 9788891282347    | X-Men (1991) #1/7 |
| 20  | Black Panther: Chi è la Pantera Nera?               | febbraio 2021         | ISBN 9788891282330    | Black Panther (2005) #1/6 |
| 21  | Spider-Man: Tornando A Casa                         | marzo 2021            | ISBN 9788891284471    | Amazing Spider-Man (1999) #30/35 |
| 22  | Fantastici Quattro: Risolvere Ogni Cosa             | marzo 2021            | ISBN 9788891284488    | Fantastic Four (1961) #570/574 |
| 23  | Capitan America: Winter Soldier                     | aprile 2021           | ISBN 9788828700845    | Captain America (2005) #8/9, #11/14 |
| 24  | Gli Stupefacenti X-Men: Talenti Pericolosi          | aprile 2021           | ISBN 9788828700852    | Astonishing X-Men (2004) #1/12 |
| 25  | Spider-Man: L'Ultima Caccia di Kraven               | maggio 2021           | ISBN 9788828701798    | Web of Spider-Man (1985) #31/32, Amazing Spider-Man (1963) #293/294, Peter Parker, the Spectacular Spider-Man (1976) #131/132                                                     |
| 26  | House of M                                          | maggio 2021           | ISBN 9788828701392    | House of M (2005) #1/8 |
| 27  | Deadpool: La Guerra di Wade Wilson                  | giugno 2021           | ISBN 9788828702689    | Deadpool: Wade Wilson’s War (2010) #1/4 |
| 28  | New Avengers: Evasione                              | giugno 2021           | ISBN 9788828702696    | New Avengers (2005) #1/6 |
| 29  | Capitan America: La Morte del Sogno                 | luglio 2021           | ISBN 9788828703099    | Captain America (2005) #25/30 |
| 30  | Ultimate Spider-Man: Potere e Responsabilità        | luglio 2021           | ISBN 9788828703082    | Ultimate Spider-Man (2000) #1/7 |
| 31  | Annihilation                                        | agosto 2021           | ISBN 9788828704997    | Annihilation (2006) #1/6 |
| 32  | Marvels                                             | agosto 2021           | ISBN 9788828703105    | Marvels (1994) #0/4, Marvels Epilogue (2019) #1 |
| 33  | Daredevil: Rinascita                                | settembre 2021        | ISBN 9788828705659    | Daredevil (1964) #227/233 |
| 34  | Guardiani della Galassia: Avengers Cosmici          | settembre 2021        | ISBN 9788828705666    | Guardians of the Galaxy (2013) #0.1/3, Guardians of the Galaxy: Tomorrow’s Avengers (2013) #1                                                                                     |
| 35  | Avengers: Gli Eroi Supremi                          | ottobre 2021          | ISBN 9788828706731    | Avengers Prime (2010) #1/5 |
| 36  | Wolverine: Nemico Pubblico                          | ottobre 2021          | ISBN 9788828706748    | Wolverine (2003) #20/32 |
| 37  | Assedio                                             | novembre 2021         | ISBN 9788828705826    | Siege: The Cabal (2010) #1, Siege (2010) #1/4 e materiale da Origins of Siege (2010) #1                                                                                           |
| 38  | Spider-Man/Black Cat: La Malvagità degli Uomini     | novembre 2021         | ISBN 9788828705833    | Spider-Man/Black Cat: The Evil That Men Do (2002) #1/6 |
| 39  | Thor: Rinascita                                     | dicembre 2021         | ISBN 9788828708117    | Thor (2007) #1/6 |
| 40  | Daredevil: Diavolo Custode                          | dicembre 2021         | ISBN 9788828708100    | Daredevil (1998) #1/8, Daredevil (1998) ½ |
| 41  | Incredibili Avengers: Ombra Rossa                   | gennaio 2022          | ISBN 9788828708131    | Uncanny Avengers (2012) #1/5 |
| 42  | Secret Invasion                                     | gennaio 2022          | ISBN 9788828708124    | Secret Invasion: Prologue (2008) #1, Secret Invasion (2008) #1/8 |
| 43  | Marvel Zombies                                      | febbraio 2022         | ISBN 9788828709664    | Marvel Zombi (2006) #1/5 |
| 44  | Wolverine: Arma X                                   | febbraio 2022         | ISBN 9788828709640    | Marvel Comics Presents (1988) #72/84 |
| 45  | Doctor Strange: Il Giuramento                       | marzo 2022            | ISBN 9788828710387    | Doctor Strange: The Oath (2006) #1/5 |
| 46  | Silver Surfer: Requiem                              | marzo 2022            | ISBN 9788828710394    | Silver Surfer: Requiem (2007) #1/4 |
| 47  | New X-Men: E Come Extinzione                        | aprile 2022           | ISBN 9788828711322    | New X-Men (2001) #114/117, New X-Men Annual (2001) #1 |
| 48  | Fear Itself                                         | aprile 2022           | ISBN 9788828711346    | Fear Itself: Book of the Skull (2011) #1, Fear Itself (2011) #1/7 |
| 49  | Thor: Resurrezione                                  | maggio 2022           | ISBN 9788828712183    | Thor (1998) #1/8, Peter Parker: Spider-Man (1999) #2 |
| 50  | World War Hulk                                      | maggio 2022           | ISBN 9788828712190    | World War Hulk Prologue: World Breaker (2007) #1, World War Hulk (2007) #1/5 |
| 51  | Spider-Man: Torment                                 | giugno 2022           | ISBN 9788828713289    | Spider-Man (1990) #1/5 |
| 52  | Wolverine                                           | giugno 2022           | ISBN 9788828713302    | Wolverine (1982) #1/4 |
| 53  | New Avengers: Illuminati                            | luglio 2022           | ISBN 9788828713852    | New Avengers: Illuminati (2006) #1/5 |
| 54  | Secret War                                          | luglio 2022           | ISBN 9788828713869    | Secret War (2004) #1/5 |
| 55  | Ghost Rider: La Strada per la Dannazione            | agosto 2022           | ISBN 9788828718178    | Ghost Rider (2005) #1/6 |
| 56  | Thanos: Thanos Ritorna                              | agosto 2022           | ISBN 9788828718895    | Thanos (2016) #1/6 |
| 57  | Avengers: Ultron Unlimited                          | settembre 2022        | ISBN 9788828716556    | Avengers (1998) #0, #19/22 |
| 58  | Deadpool: Il Buono, il Brutto e il Cattivo          | settembre 2022        | ISBN 9788828718413    | Deadpool (2012) #13/19 |
| 59  | Spider-Man: la Fortuna Dei Parker                   | ottobre 2022          | ISBN 9788828725503    | Amazing Spider-Man (2014) #1/6 |
| 60  | Avengers Forever                                    | ottobre 2022          | ISBN 9788828719496    | Avengers Forever (1998) #1/12 |
| 61  | X-Men: Scisma                                       | novembre 2022         | ISBN 9788828722038    | X-Men: Schism (2011) #1/5, X-Men: Regenesis (2011) #1 |
| 62  | Sub-Mariner: Abissi                                 | novembre 2022         | ISBN 9788828721482    | Sub-Mariner: The Depths (2008) #1/5 |
| 63  | Avengers: Age of Ultron                             | dicembre 2022         | ISBN 9788828723998    | Age of Ultron (2013) #1/10, Avengers (2010) #12.1 |
| 64  | Secret Wars                                         | dicembre 2022         | ISBN 9788828724001    | Secret Wars (2015) #1/9, Free Comic Book Day: Secret Wars (2015) #0 (I) |
| 65  | Hulk: Grigio                                        | gennaio 2023          | ISBN 9788828726777    | Hulk: Gray (2003) #1/6 |
| 66  | New Mutants: La saga del demone Orso                | gennaio 2023          | ISBN 9788828726791    | New Mutants (1983) #18/21 |
| 67  | Magneto: Testamento                                 | gennaio 2023          | ISBN 9788828728290    | X-Men: Magneto – Testament (2008) #1/5 |
| 68  | Silver Surfer: Parabola                             | gennaio 2023          | ISBN 9788828728306    | Silver Surfer (1988) #1/2 |
| 69  | Iron Man: I Cinque Incubi                           | marzo 2023            | ISBN 9788828740650    | Invincible Iron Man (2008) #1/7 |
| 70  | Capitan America: Il New Deal                        | marzo 2023            | ISBN 9788828740667    | Captain America (2002) #1/6 |
| 71  | Thor: Il Macellatore di Dei                         | aprile 2023           | ISBN 9788828741817    | Thor: God of Thunder (2013) #1/11 |
| 72  | Marvel Super Heroes Secret Wars                     | aprile 2023           | ISBN 9788828741824    | Marvel Super Heroes Secret Wars (1984) #1/12 |
| 73  | Hulk: Futuro Imperfetto                             | maggio 2023           | ISBN 9788828743743    | Incredible Hulk: Future Imperfect (1992) #1/2, Incredible Hulk: The End (2002) #1                                                                                                 |
| 74  | Guardiani della Galassia: Retaggio                  | maggio 2023           | ISBN 9788828743705    | Guardians of the Galaxy (2008) #1/6 |
| 75  | Spider-Man Noir                                     | giugno 2023           | ISBN 9788828747161    | Spider-Man Noir (2009) #1/4 |
| 76  | Deadpool: I Re del Suicidio                         | giugno 2023           | ISBN 9788828747178    | Deadpool: Suicide Kings (2009) #1/5 |
| 77  | Daredevil & Echo: Parti di Un Buco                  | luglio 2023           | ISBN 9788828748267    | Daredevil (1998) #9/15 |
| 78  | Doctor Strange: Principio e Fine                    | luglio 2023           | ISBN 9788828748298    | Strange (2004) #1/6 |
| 79  | Daredevil: Padre                                    | agosto 2023           | ISBN 9788828751748    | Daredevil: Father (2004) #1/6 |
| 80  | Spider-Man: Affari di Famiglia                      | agosto 2023           | ISBN 9788828751755    | Amazing Spider-Man: Family Business (2014) |
| 81  | Avengers: Zona Rossa                                | settembre 2023        | ISBN 9788828752868    | Avengers (1998) #65/70 |
| 82  | X-Men: Giorni di Un Futuro Passato                  | settembre 2023        | ISBN 9788828752875    | Uncanny X-Men (1963) #138/143 |
| 83  | Punisher: Cerchio di Sangue                         | ottobre 2023          | ISBN 9788828755272    | Punisher (1986) #1/5 |
| 84  | Spider-Man: Blu                                     | ottobre 2023          | ISBN 9788828755265    | Spider-Man: Blue (2002) #1/6 |
| 85  | Thanos: Thanos Vince                                | novembre 2023         | ISBN 9788828755319    | Thanos (2016) #13/18, Thanos Annual (2018) #1 |
| 86  | Venom: Agente Venom                                 | novembre 2023         | ISBN 9788828755326    | Venom (2011) #1/5 |
| 87  | X-Force: Sex + Violence                             | dicembre 2023         | ISBN 9788828756484    | X-Force: Sex and Violence (2010) #1/3 |
| 88  | Marvel 1602                                         | dicembre 2023         | ISBN 9788828756491    | 1602 (2003) #1/8 |
| 89  | Mythos                                              | gennaio 2024          | ISBN 9788828772873    | Mythos: Spider-Man (2007) #1, Mythos: X-Men (2006) #1, Myhtos: Hulk (2006) #1, Mythos: Ghost Rider (2007) #1, Mythos: Fantastic Four (2007) #1, Mythos: Captain America (2008) #1 |
| 90  | Civil War II                                        | gennaio 2024          | ISBN 9788828772897    | Civil War II (2016) #0/8, materiali da Free Comic Book Day |
| 91  | Punisher: Zona di Guerra                            | febbraio 2024         | ISBN 9788828774877    | Punisher War Zone (1992) #1/6 |
| 92  | La Morte di Capitan Marvel                          | febbraio 2024         | ISBN 9788828774884    | Marvel Super-Heroes (1967) #12/13, Captain Marvel (1968) #1, #34, Marvel Spotlight (1979) #1/2, Marvel Graphic Novel (1982) #1                                                    |
| 93  | Superior Spider-Man: Il Peggior Nemico di Me Stesso | marzo 2024            | ISBN 9788828776932    | Superior Spider-Man (2013) #1/5 |
| 94  | Spider-Men: I Mondi Collidono                       | marzo 2024            | ISBN 9788828776949    | Spider-Men (2012) #1/5 |
| 95  | Daredevil: Redenzione                               | aprile 2024           | ISBN 9788828778325    | Daredevil: Redemption (2005) #1/6 |
| 96  | Marvel Knights: Black Widow                         | aprile 2024           | ISBN 9788828778318    | Black Widow (1999) #1/3, Black Widow (2001) #1/3, Black Widow: Pale Little Spider (2002) #1/3                                                                                     |
| 97  | Capitan America: Bianco                             | aprile 2024           | ISBN 9788828780717    | Captain America: White (2015) #0/5 |
| 98  | Inumani                                             | aprile 2024           | ISBN 9788828780700    | Inhumans (1998) #1/12 |
| 99  | Fantastici Quattro: 1234                            | maggio 2024           | ISBN 9788828782261    | Fantastic Four: 1234 (2001) #1/4 |
| 100 | Jessica Jones: Alias Investigations                 | maggio 2024           | ISBN 9788828782254    | Alias (2001) #1/9 |
| 101 | Wolverine: In Punto di Morte                        | giugno 2024           | ISBN 9788828785910    | Wolverine (1988) #119/122 |
| 102 | Deadpool: Il Giro dell'Oca                          | giugno 2024           | ISBN 9788828785903    | Deadpool: The Circle Chase (1993) #1/4 |
| 103 | X-Men: Vitamorte                                    | luglio 2024           | ISBN 9788828788669    | Uncanny X-Men (1963) #186, #198, #205, #214, #53 (I) |
| 104 | Avengers/Defenders War                              | luglio 2024           | ISBN 9788828788652    | Avengers (1963) #116/118, Defenders (1972) #9/11 e materiale da Avengers (1963) #115 e Defenders (1972) #8                                                                        |
| 105 | Visione                                             | agosto 2024           | ISBN 9788828790808    | Vision (2015) #1/12 |
| 106 | Spider-Man: La Vendetta dei Sinistri Sei            | agosto 2024           | ISBN 9788828790792    | Spider-Man (1990) #15, #18/23 |
| 107 | Iron Man: Il Demone nella Bottiglia                 | settembre 2024        | ISBN 9788828794097    | Iron Man (1968) #120/128 |
| 108 | X-Men: Extermination                                | settembre 2024        | ISBN 9788828794103    | Extermination (2018) #1/5, X-Men: Gold (2017) #27, X-Men: Blue (2017) #27, X-Men: Red (2018) #5, Astonishing X-Men (2017) #13, Cable (1997) #159                                  |
| 109 | Hulk: Tempest Fugit                                 | ottobre 2024          | ISBN 9788828796558    | Incredible Hulk (1999) #77/82 |
| 110 | Wolverine: Origini                                  | ottobre 2024          | ISBN 9788828796572    | Wolverine: Origin (2001) #1/6 |
| 111 | Avengers: La Guerra Kree-Skrull                     | novembre 2024         | ISBN 9791221900941    | Avengers (1963) #89/97 |
| 112 | Marvel Super Hero: Contest of Champions             | novembre 2024         | ISBN 9791221900958    | Marvel Super Hero Contest of Champions (1982) #1/3, West Coast Avengers Annual (1986) #2, Avengers Annual (1967) #16                                                              |
| 113 | Il Ritorno di Wolverine                             | gennaio 2025          | ISBN 9791221904086    | Return of Wolverine (2018) #1/5 |
| 114 | Avengers: Guerra Senza Fine                         | gennaio 2025          | ISBN 9791221904079    | Avengers: Endless Wartime (2013) |
| 115 | Il Nuovissimo Capitan America: L'Ascesa dell'Hydra  | gennaio 2025          | ISBN 9791221907780    | All-New Captain America (2014) #1/6 |
| 116 | Hulk: Hulk Rosso                                    | gennaio 2025          | ISBN 9791221907797    | Hulk (2008) #1/6, Wolverine (2003) #50 (II) |
| 117 | Spider-Men II                                       | febbraio 2025         | ISBN 9791221910230    | Spider-Men II (2017) #1/5 |
| 118 | Daredevil: Gli Ultimi Giorni                        | febbraio 2025         | ISBN 9791221910247    | Daredevil: End of Days (2012) #1/8 |
| 119 | X-Men: Dio Ama, L'Uomo Uccide                       | marzo 2025            | ISBN 9791221912449    | X-Men: God Loves, Man Kills - Extended Cut (2020) #1/2 |
| 120 | Thor: Per Asgard                                    | aprile 2025           | ISBN 9791221912456    | Thor: For Asgard (2010) #1/6 |
| 121 | Thunderbolts: Senza Quartiere                       | aprile 2025           | ISBN 9791221912883    | Thunderbolts (2012) #1/6 |
| 122 | Sentry: Chi è Sentry?                               | aprile 2025           | ISBN 9791221912890    | Sentry (2020) #1/5, Sentry: Fantastic Four (2001) #1, Sentry: Spider Man (2001) #1, Sentry: Hulk (2001) #1, Sentry: X-Men (2001) #1, Sentry vs. The Void (2001) #1                |
| 123 | Thor: Il Dio delle Tempeste                         | maggio 2025           | ISBN 9791221917802    | Thor: Godstorm (2001) #1/3, Mighty Thor (1966) #408/409 (II) |
| 124 | Silver Surfer: Nero                                 | maggio 2025           | ISBN 9791221917819    | Silver Surfer: Black (2019) #1/5 |
| 125 | Fantastici Quattro: L'Arrivo di Galactus            | giugno 2025           | ISBN 9791221918519    | Fantastic Four (1961) #48/50, #120/123, #242/244 |
| 126 | Fantastici Quattro: Inimmaginabile                  | giugno 2025           | ISBN 9791221918526    | Fantastic Four (1998) #67/70, #500/502 |
| 127 | Marvel Boy                                          | luglio 2025           | ISBN 9791221921052    | Marvel Boy (2000) #1/6 |
| 128 | Avengers: Rage of Ultron                            | luglio 2025           | ISBN 9791221921038    | Avengers: Rage of Ultron (2015) |